# Okonomiyakisås

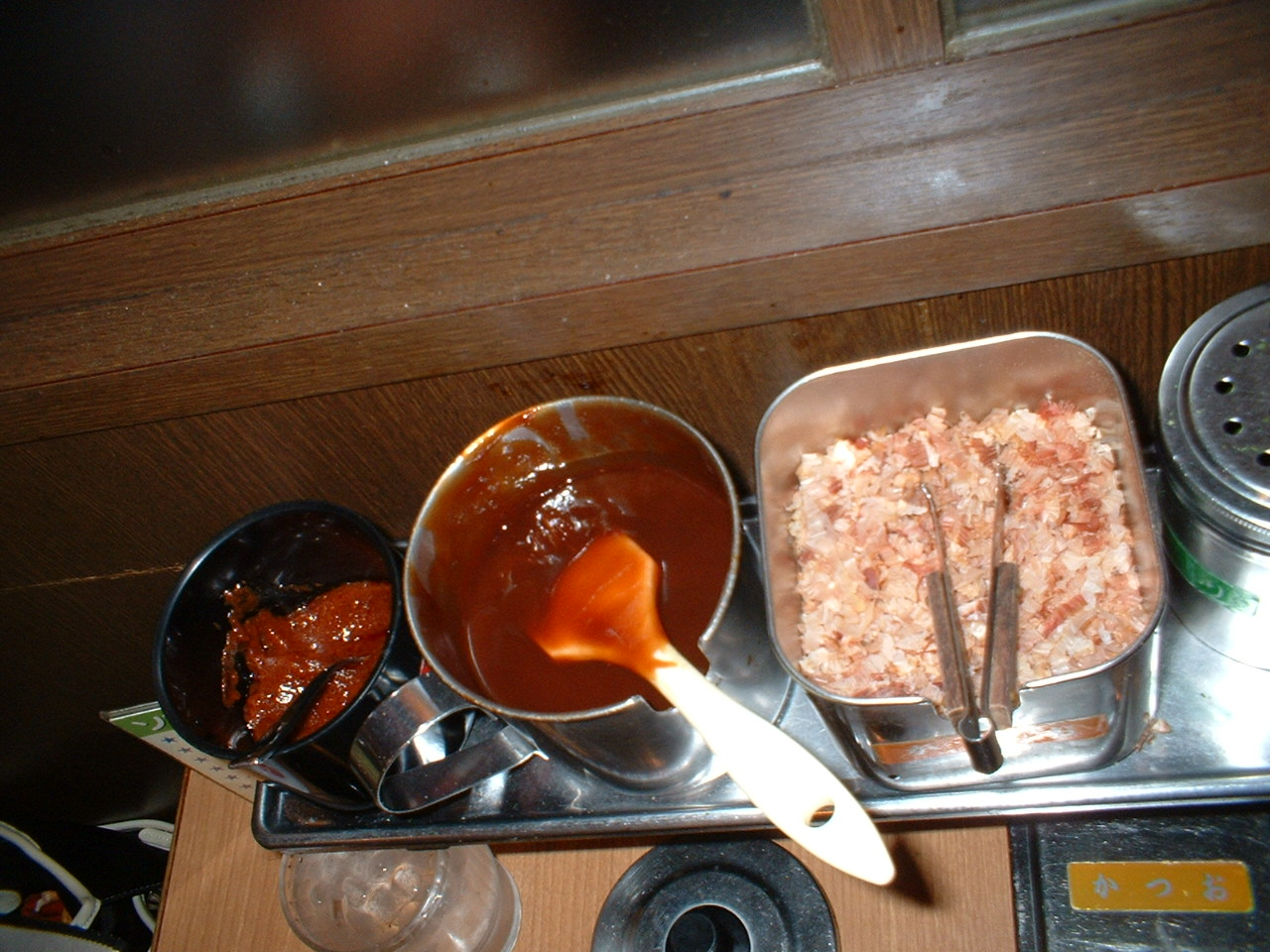
Okonomiyakisåsen i mitten.

Okonomiyakisås (お好みソース), en japansk sås som vanligtvis används till okonomiyaki, påminner något om engelsk worcestershiresås. Finns att köpa i Sverige hos asiatiska livsmedelsbutiker.